# Melecta luctuosa
Espèce
Melecta luctuosa, la Mélecte deuil, est une espèce d'abeilles parasites de la famille des Apidae, son hôte étant une abeille du genre Anthophora : Anthophora retusa (Linnaeus, 1758). 
Cette " abeille coucou " est particulièrement rare et menacée dans le nord de l'Europe occidentale (disparue d'Angleterre).